# Muma Pădurii
Muma Pădurii este un personaj din mitologia românească, care apare adesea în poveștile populare românești. În tradiția populară românească este o vrăjitoare urâtă, sihastră, care locuiește în adâncul pădurii și sperie oamenii. Se pare că este prezentă în folclorul popoarelor slave sub numele de Baba Iaga.
Ea este adeseori prezentată ca dușmană a eroilor, la fel ca și zmeul sau balaurul. 
La baza constituirii personajului au stat vechi credințe magice, superstiții sau reprezentări figurative ale forțelor naturii, care și-au pierdut semnificația inițială, căpătând numai o valoare poetică, fantastică.